# Stipa subsessiliflora
Stipa subsessiliflora là một loài thực vật có hoa trong họ Hòa thảo. Loài này được (Rupr.) Roshev. miêu tả khoa học đầu tiên năm 1915.